# ژوزه برواسار
ژوزه برواسار (فرانسوی: José Broissart‎؛ زادهٔ ۲۰ فوریهٔ ۱۹۴۷) بازیکن فوتبال اهل فرانسه است.
از باشگاه‌هایی که در آن بازی کرده‌است می‌توان به باشگاه فوتبال سن-اتین، باشگاه فوتبال سدان، باشگاه فوتبال المپیک لیون، و باشگاه فوتبال باستیا اشاره کرد.
وی همچنین در تیم ملی فوتبال فرانسه بازی کرده‌است.